# 修那羅峠
修那羅峠（しゅならとうげ・しょならとうげ）は、長野県小県郡青木村田沢と東筑摩郡筑北村坂井（旧：坂井村）の境にある峠。標高は914 mで、石仏群が有名である。古代から交通・文化の要所であった小県地方と安坂・麻績地方を結ぶ峠で、丸子信州新線（主要地方道）が通る。信濃川水系の河川である安坂川の水源があり、同川は筑北村方面へ北流して同村坂井地区で麻績川と合流する。また青木村側の標高1,105 m地点は修那羅川（しょならがわ）の源流となっており、同川は後に浦野川となって千曲川（信濃川）へ注ぐ。
本項目では、峠の近くに位置する安宮神社（やすみやじんじゃ、海抜1,037 m）についても併せて解説する。現道から西へ尾根伝いに約500 m行くと旧道があり、そこからさらに300 m入った地点に安宮神社がある。岸哲男 (1971) は、安宮神社の境内は廃道になったかつての修那羅峠の頂上であると述べている。

## 名称
地理院地図などには「しゅならとうげ」と記載される一方、地元では北信方言の特徴的音韻から、もっぱら「しょならとうげ」と読む。安宮神社は、地元では親しみを込めて「しょならさま」「しょならさん」と呼ばれる。
かつては安坂峠（あざかとうげ）と呼ばれていた。

### 由来
「修那羅」（しゅなら）は梵語で石を意味する「アシュナ」 (ashu-na) の略音「シュナ」と、チベット語で峠を意味する「ラ」との合成語であり、「石峠」を意味する。
古くは「須那羅」とも書かれた。早稲田大学古美術部研究会の報告によれば、『日本書紀』中の素那羅の人々が定着した土地だという。石田肇はこの説を踏まえ、「須那羅」は朝鮮語の Soi=nara （＝「金の国」、すなわち金官国の意味）で、継体朝から推古朝ごろに朝鮮半島からこの地に移住した渡来人たちが、故国の名前を伝承したのが起源であるという説を提唱している。
旧称である「安坂峠」の「安坂」（あざか）は、同地から小県郡方面へ通じるなだらかな坂道に由来するものだという。

## 歴史

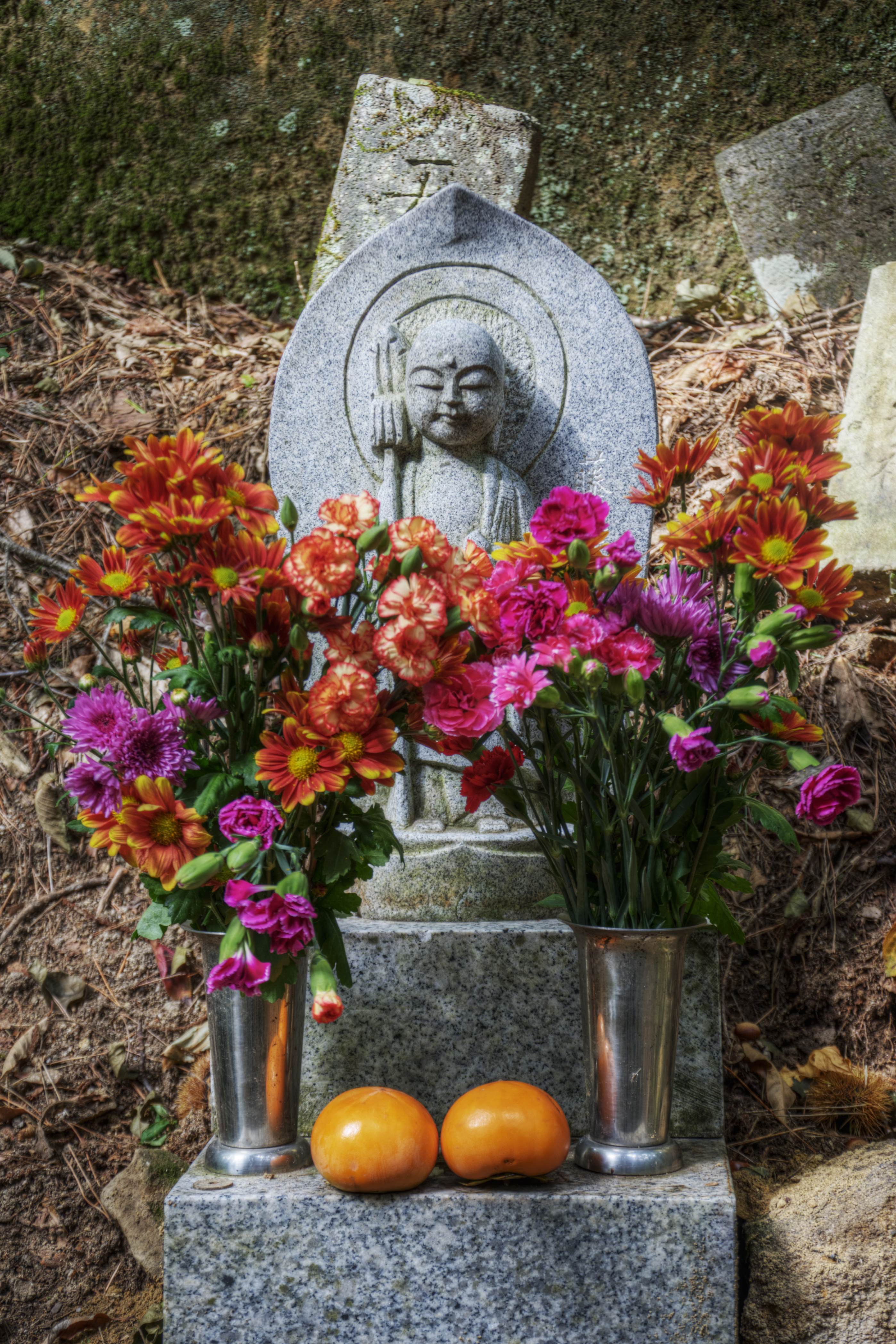
修那羅峠の石仏（2012年10月）

江戸時代末期ないし、幕末から明治初年にかけ、行者の修那羅大天武が峠近くに修験場を構えた。修那羅大天武は万延元年（1860年）にこの地に住み着き、明治5年に死去したが、生前に舟窪山（峠の西）で、安宮神社を開いたと伝えられている。安宮神社の御祭神は、大国主命と修那羅大天武命である。
安宮神社の境内には、ブナやクリの林が広がる。その林の中に、善光寺平・小県・安曇野・松本方面の信者たちから寄贈された石造仏・石造神（総数860体）が寄進されている。石神仏の特徴は、神仏習合のものが多いことで、『修那羅大天武一代記』（大正3年記）によれば、これらの石像の大部分は、大天武が住み着いた万延元年から、没した明治5年までの十数年間に建立されたという。石像の高さは30 cmから50、60 cm程度で、無造作に土の上（山道の片側）に並べられている。その形は、悪霊神、苗鹿大明神、蚕神、猫神、馬神、催促金神、狼神、地蔵、大日如来など様々である。古川純一 (2007) は、それらの石像の材料は、かつてこの峠に多数あった石の中でも良質なものであるとする説を述べている。修那羅の守本尊は、他の石仏たちより一段高い尾根筋にある。また、元来から子安神として安産、子育て祈願が盛んで、女神様（おんながみさま）が祀られている。
かつては「安坂峠」と呼ばれていたが、修那羅大天武が広く庶民の信仰を集めたことで、修那羅様への参道として「修那羅峠」と呼ばれるようになった。また、1964年（昭和39年）に三石武古三郎が信越放送のPR誌『日本の屋根』でこの峠を紹介したことで、広く世間に知られ、新しい観光地となった。1969年（昭和44年）3月30日には、「修那羅山安宮神社石神仏・木神仏」が筑北村文化財に指定されているほか、1992年（平成4年）には、長野県観光選定委員会によって、観光みどころ百選「史跡」の部に、「修那羅峠の石仏群」が選出されている。
安宮神社の境内は、桜の名所として知られ、5月中旬に満開を迎える。また、6月上旬ないし中旬ごろにミヤコワスレの花が見頃を迎える。

## ギャラリー

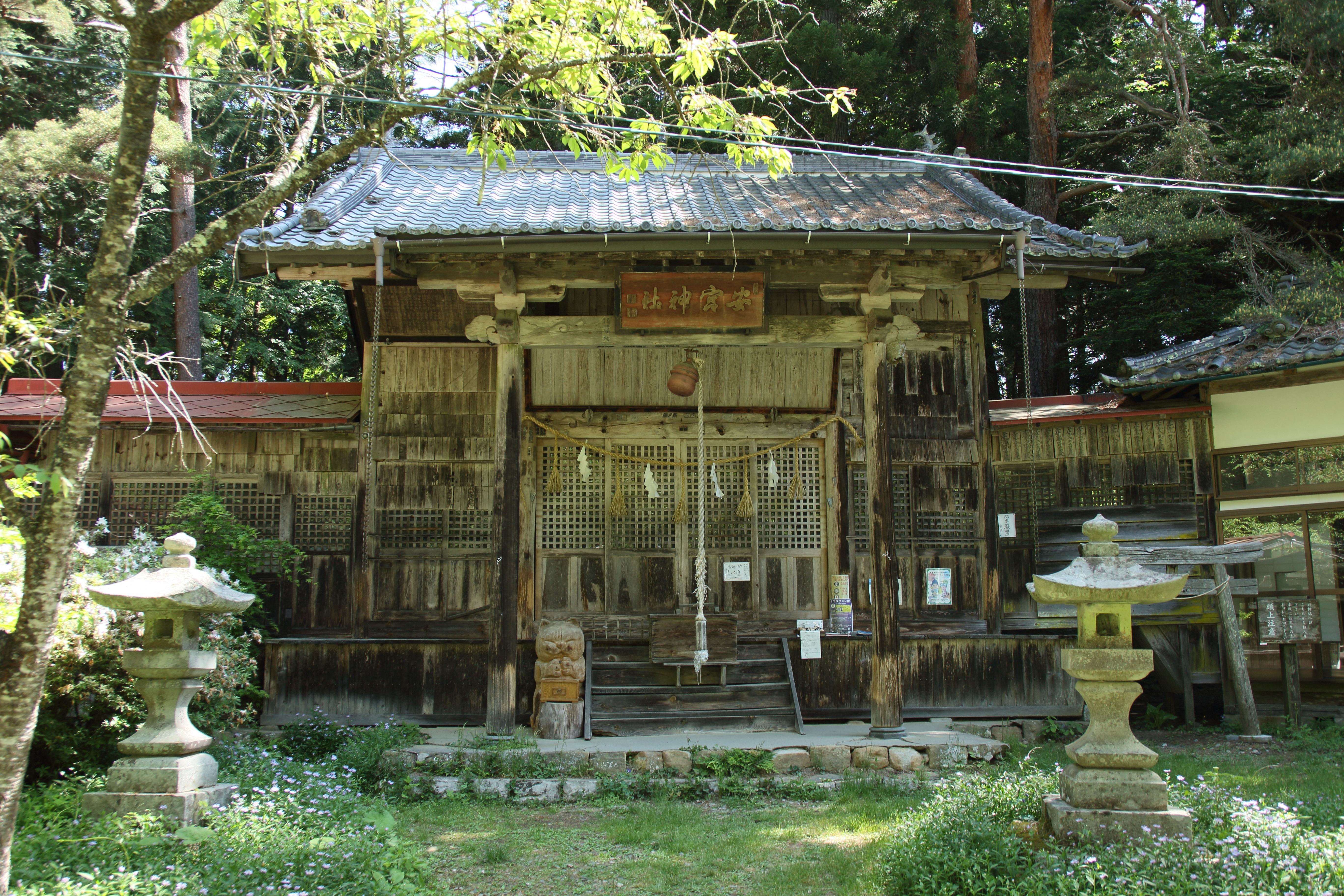
安宮神社
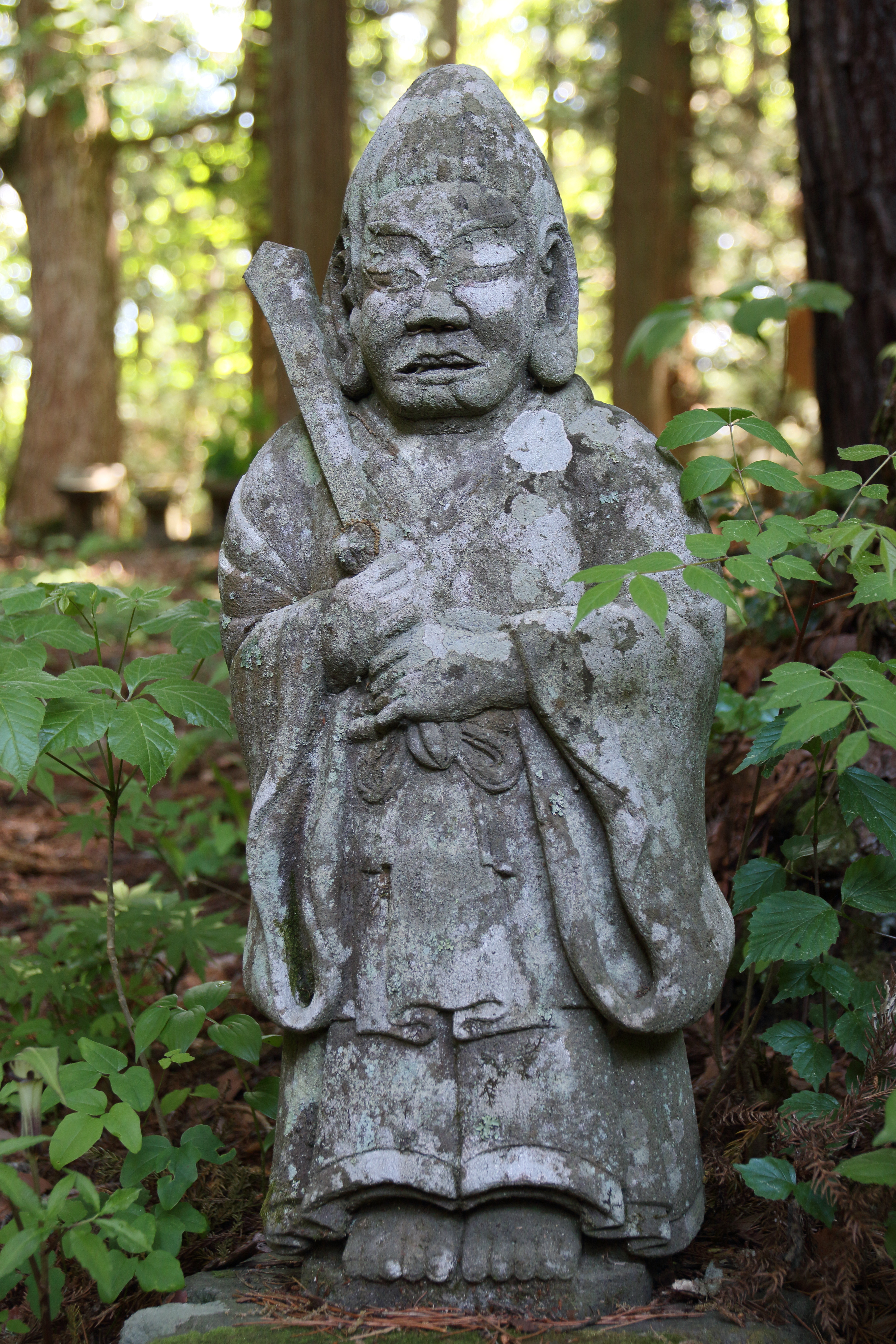
修那羅大天武像
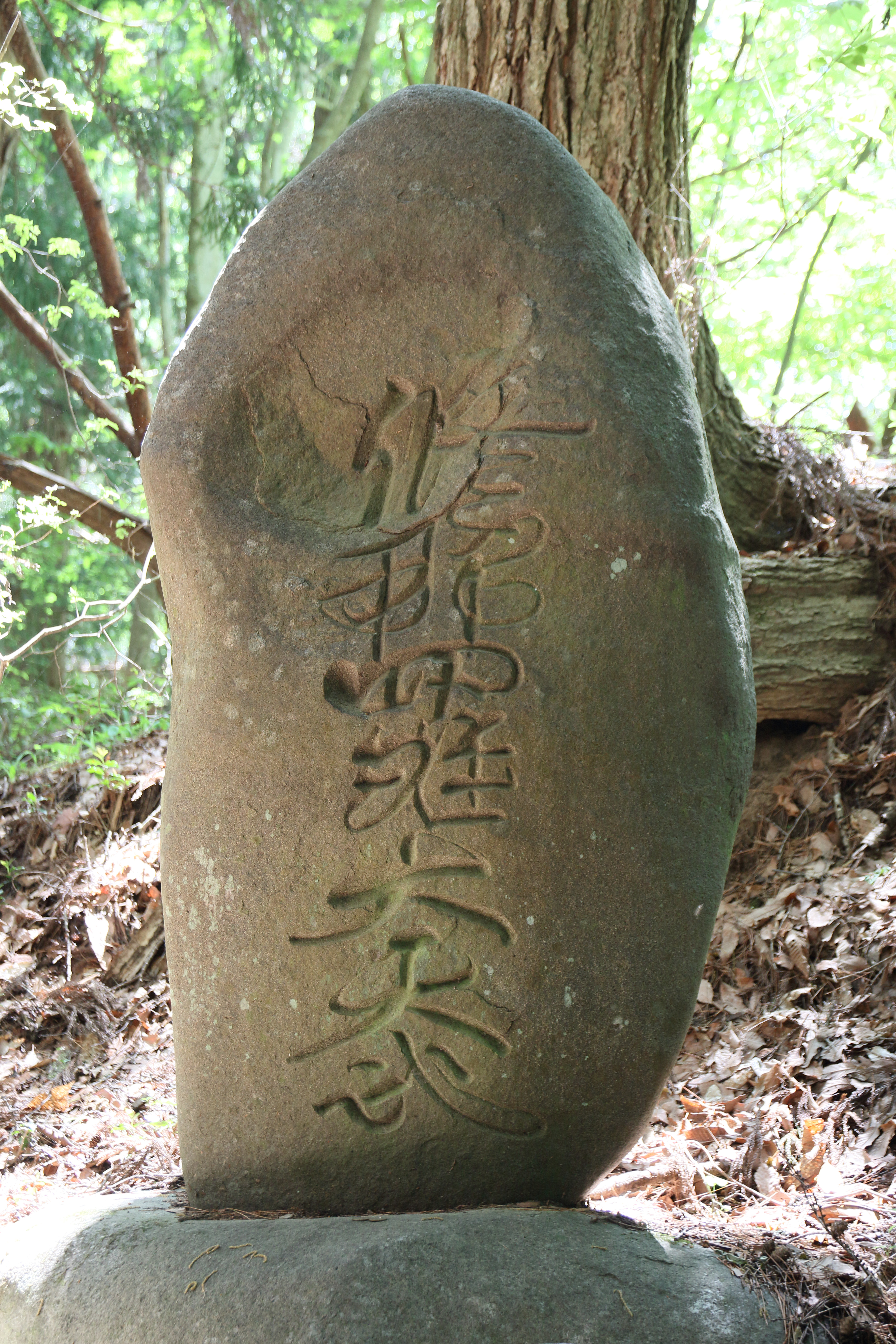
修那羅大天武碑

## アクセス
- 自家用車利用の場合 - 麻績IC（長野自動車道）から12分、上田菅平IC（上信越自動車道）から50分[30]。
- タクシー利用の場合 - 聖高原駅（JR東日本：篠ノ井線）から12分[30]。

## 周辺
- 草湯温泉[27]
- 塩田平 - 「信州の鎌倉」とも呼ばれる[23]。
- 田沢温泉[23]
- 保福寺峠[23]
- 猿ヶ馬場峠[23]
- 宮渕神社[21] - 青木村大字沓掛1271番地に所在。1863年（文久3年）に建立された「宮淵神社神楽殿」は、村指定の有形文化財である[31]。